# Феликс и Регула

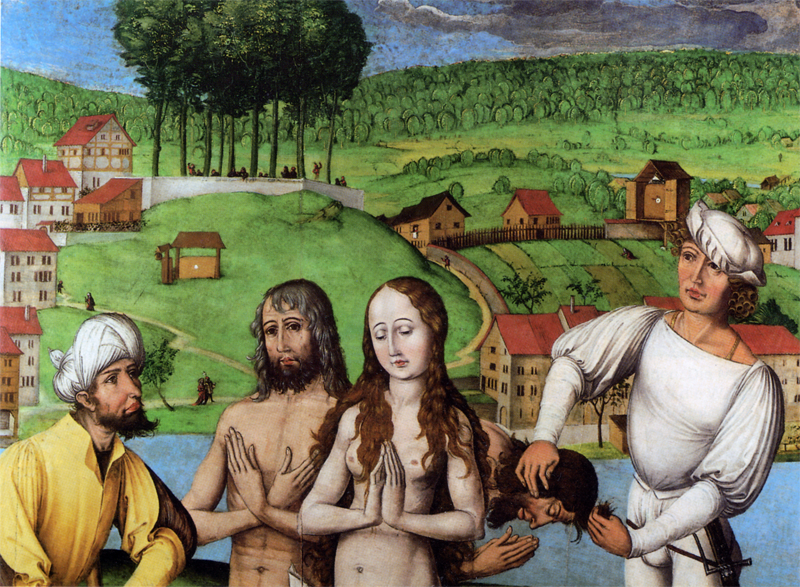
Феликс, Регула и Эксуперантий, прибл. 1500 г.

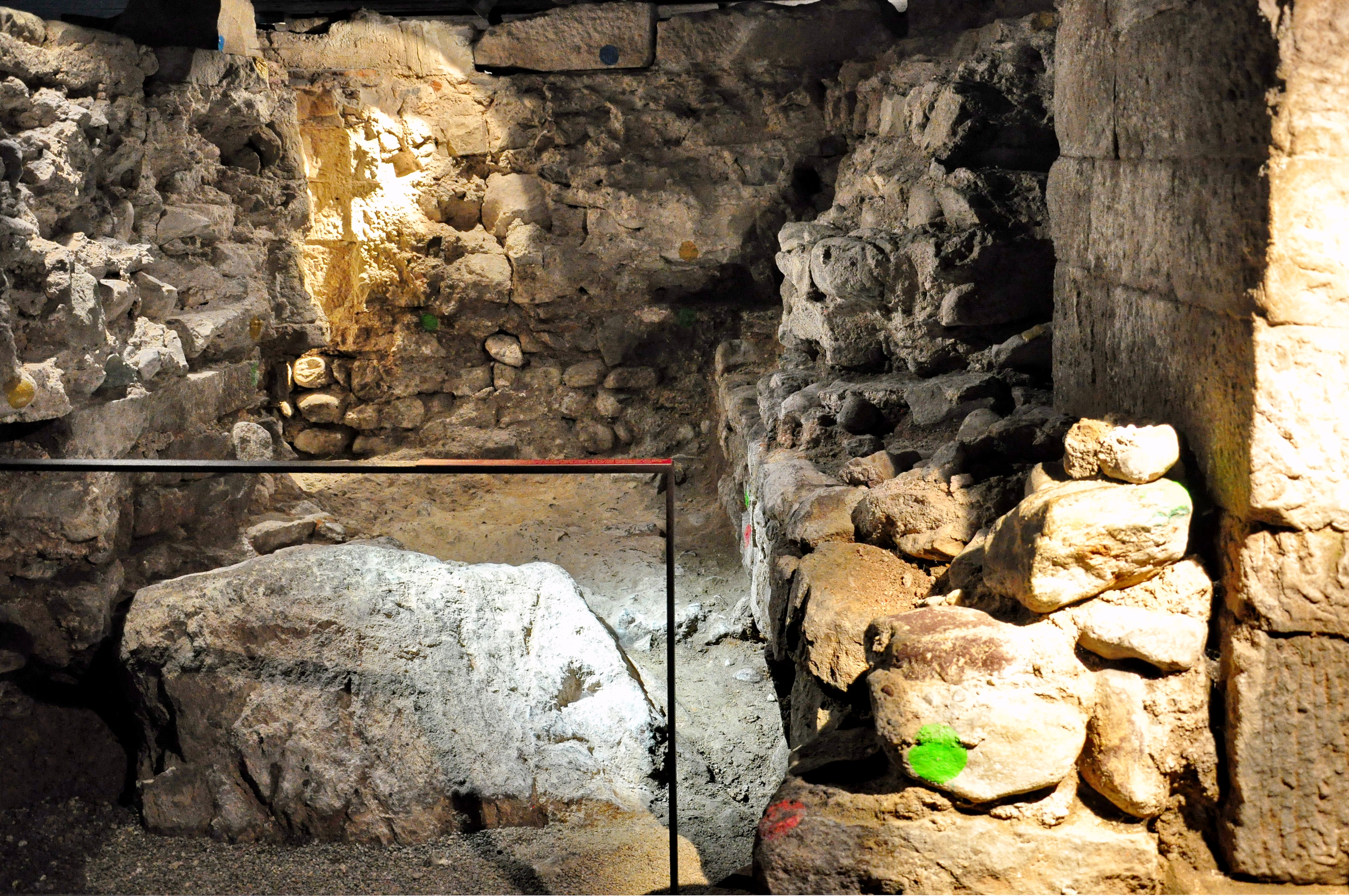
Крипта храма Вассеркирхе с т. н. «камнем мучеников»

Феликс и Регула (казнены в 286) — мученики. День памяти — 11 сентября.
Согласно преданию, святые Феликс и Регула, брат и сестра, а также их слуга Эксуперантий, входили в число мучеников, пострадавших вместе с воинами-христианами Фиванского легиона. Во время казни воинов им удалось бежать мимо Гларуса в район Цюриха. Однако там они были схвачены, преданы суду и обезглавлены. Чудесным образом они встали, взяли свои головы и, поднявшись в гору на сорок шагов, сотворили молитву и отошли ко Господу. Там впоследствии был воздвигнут храм Гросмюнстер, а на месте их казни был построен храм Вассеркирхе.
Святые считаются небесными покровителями Цюриха. Часть мощей хранятся в церкви Либфрауэнкирхе.